# Kfz-Kennzeichen (Vereinigte Arabische Emirate)
In den Vereinigten Arabischen Emiraten werden nur Polizei- und Diplomatenkennzeichen landesweit einheitlich vergeben. Alle anderen Kfz-Kennzeichen werden von den entsprechenden Emiraten ausgegeben.  Die verschiedenen Systeme ähneln sich, zeigen allerdings Unterschiede in der Gestaltung der Schilder.

## Zentral vergebene Kennzeichen

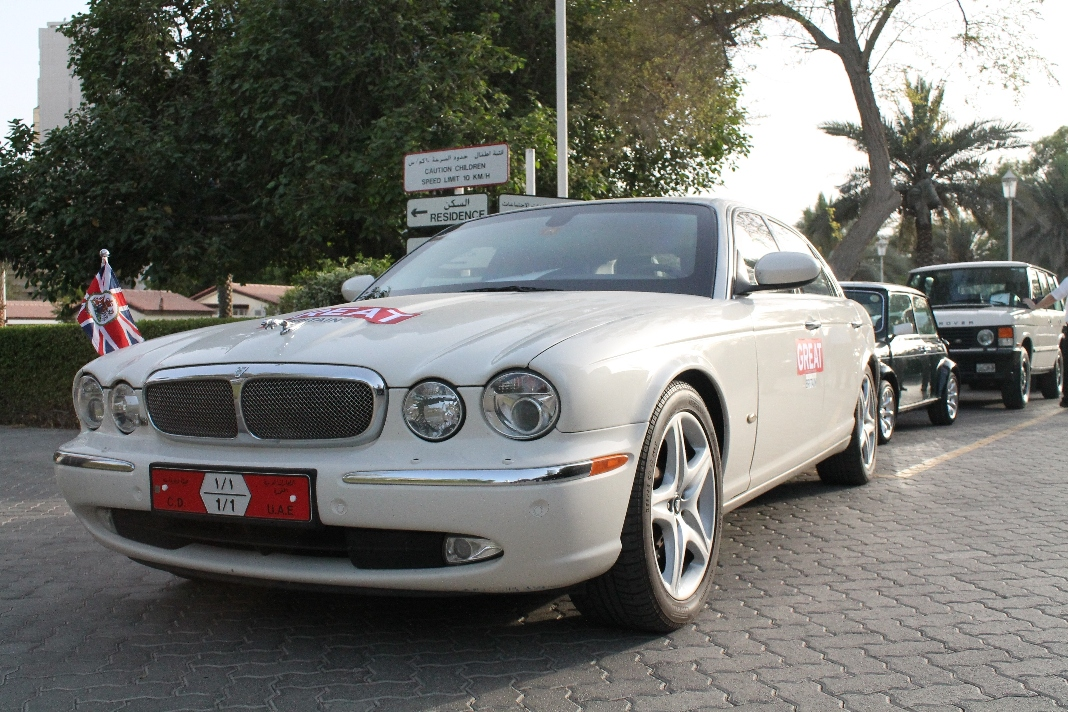
Diplomatenkennzeichen an einem Fahrzeug der britischen Botschaft

Diplomatenkennzeichen sind dreigeteilt. Sie zeigen in der Mitte des Schildes ein weißes Sechseck, rechts und links flankiert von zwei farbigen Feldern. Die doppelte Aufschrift der Schilder ist in schwarzer Farbe gehalten; in der oberen Hälfte in arabischer Schrift, in der unteren mit lateinischen Schriftzeichen. Das linke Feld zeigt, wie auch die Farbe beider Felder, den Status der diplomatischen Mission, im rechten Feld erscheint der Landesname (U .A. E. bzw. arabisch الإمارات العربيّة المتّحدة). In der Mitte kodiert die erste Zahl die Botschaft. Es folgen ein Schrägstrich und eine fortlaufende Nummer.
| Mission              |        | arabischer Text |
| -------------------- | ------ | --------------- |
| Diplomatisches Corps | C.D.   | هيئة سياسية     |
| Konsularisches Corps | C.C.   | هيئة قنصلية     |
| Vereinte Nationen    | U.N.O. |                 |

## Kennzeichen der Emirate

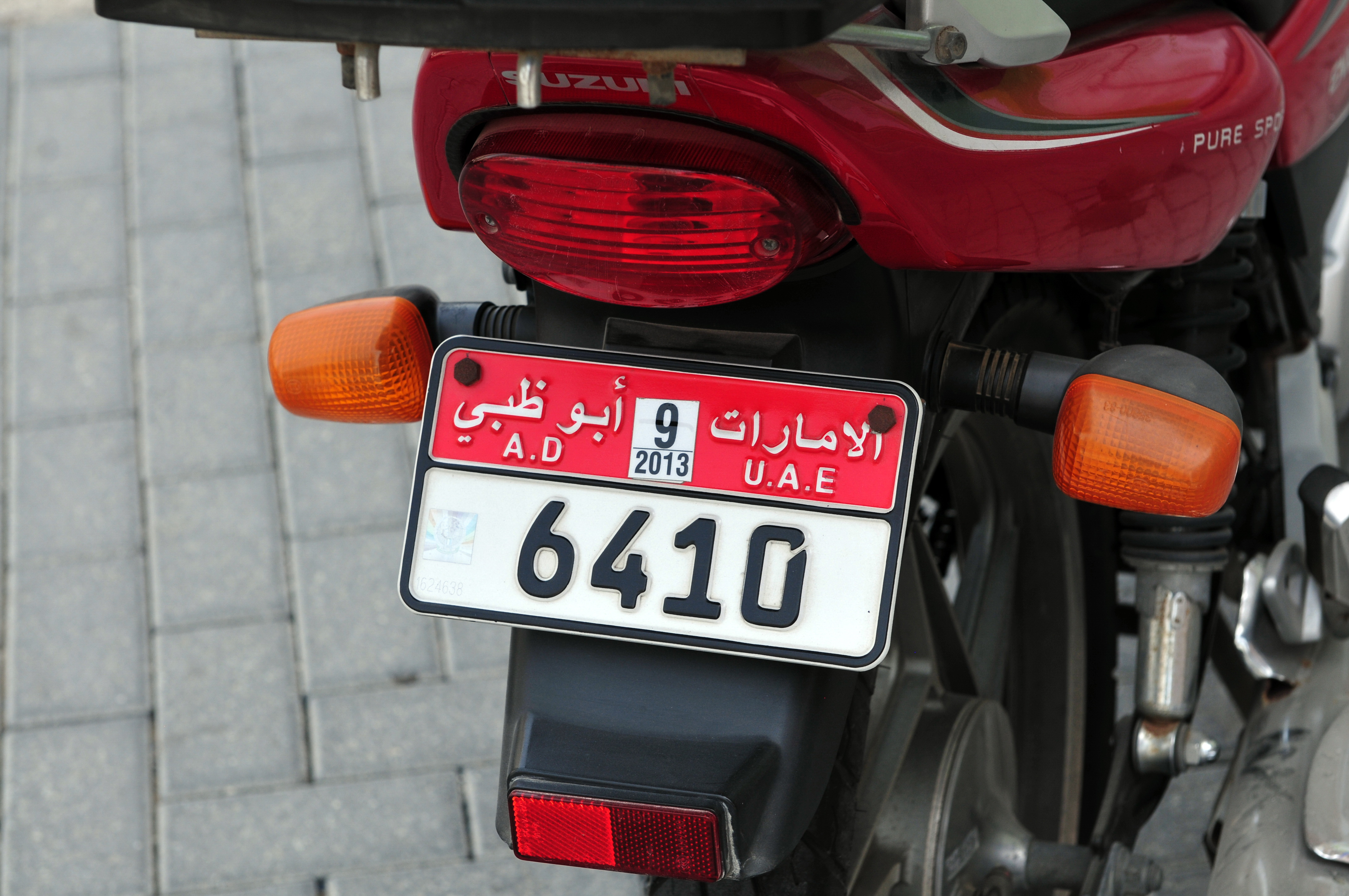
Kennzeichnung des Emirats in der roten Zeile

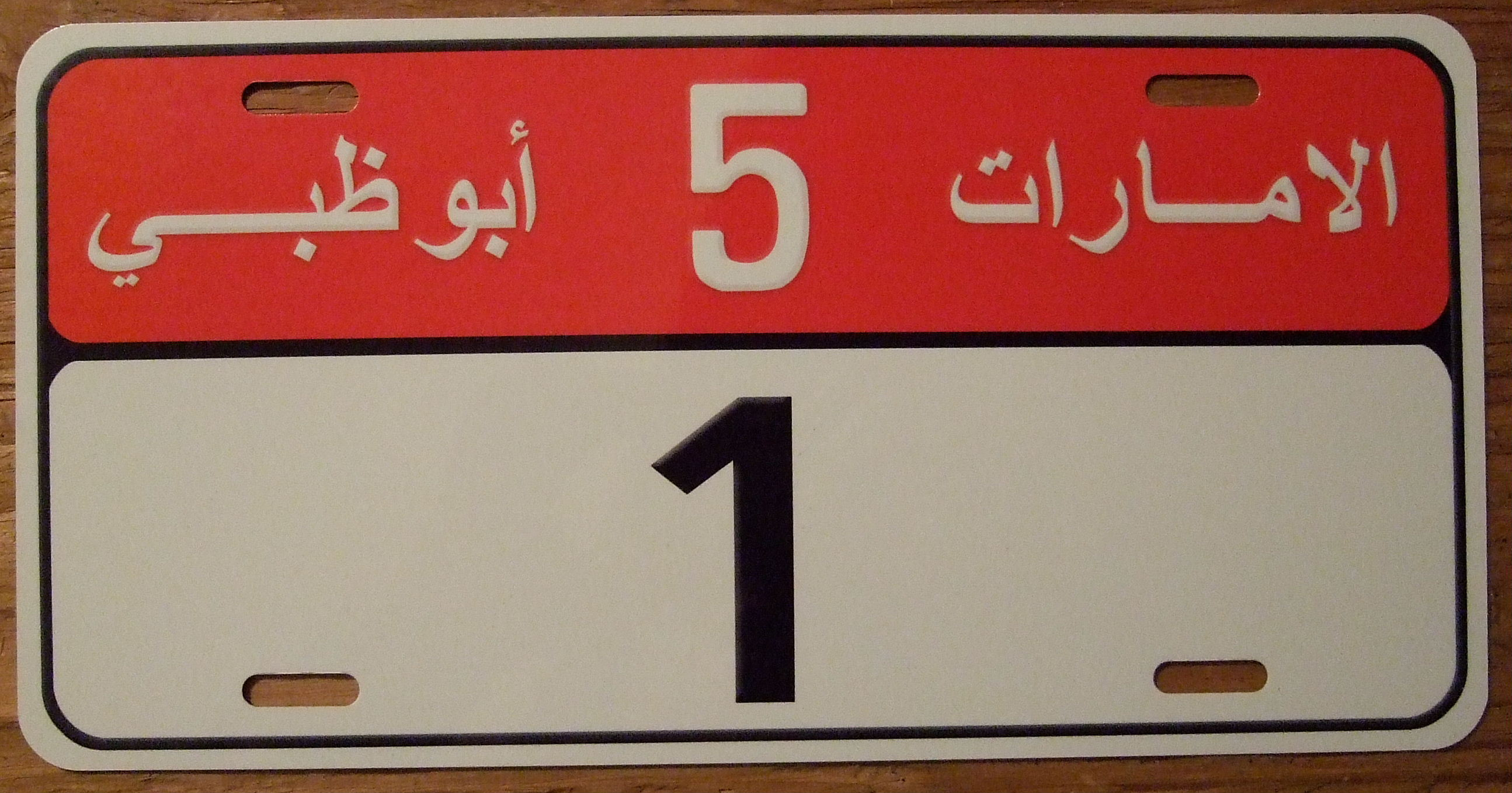
Replika des ersten Schildes des neuen Systems ab 2006

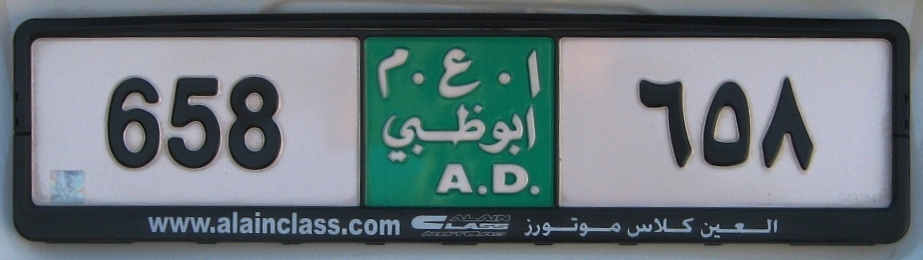
Einzeiler bis 2006, grün = 200.000er

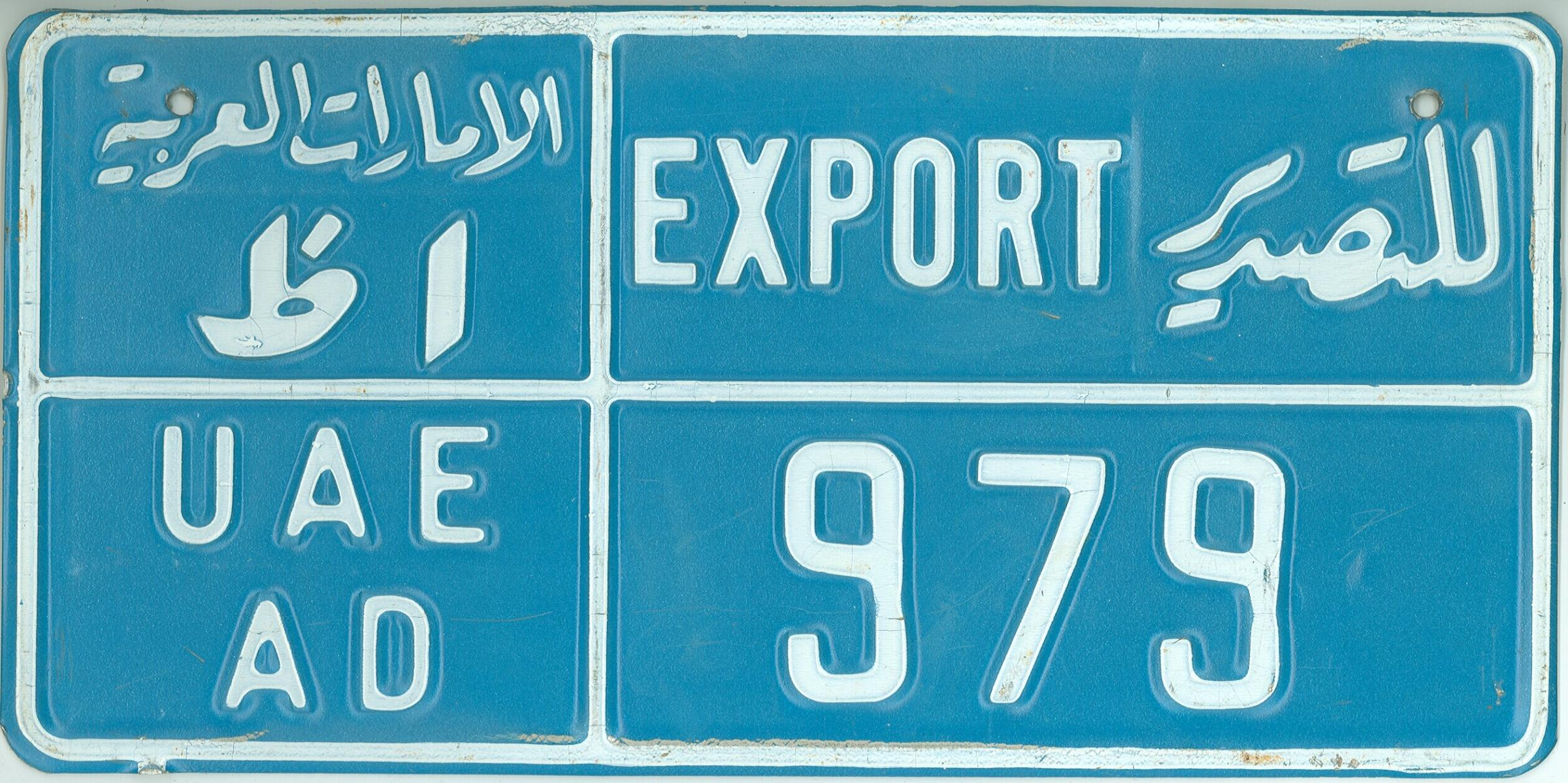
Export-Kennzeichen

### Abu Dhabi
Zweizeilige Kennzeichen besitzen eine rote obere Zeile. Zunächst erscheint der Name des Emirates (arabisch أبو ظبي), dann eine Serienziffer und der Schriftzug الامارات / ‚die Emirate‘. Der untere Teil des Kennzeichens ist weiß und zeigt eine maximal fünfstellige Seriennummer. Einzeilige Nummernschilder zeigen am linken Rand das rote Feld mit der Serienziffer. Danach folgen jeweils schwarz auf weiß die beiden arabischen Wörter sowie die Seriennummer. Als Schriftart wird die deutsche FE-Schrift verwendet.

In Abu Dhabi werden Kennzeichen mit niedriger Seriennummer versteigert. Das erste ausgegebene Schild mit der Ziffer 1 erreichte den Rekordpreis von zirka 10 Millionen Euro. Zuvor wurde bereits die Nummer 5 für etwa 3,5 Millionen Euro versteigert.

Ältere Kennzeichen zeigen am rechten Rand ein farbiges Feld mit der Inschrift اּ.عּ.م (U.A.E.) und أبو ظبي (Abu Dhabi) sowie die Abkürzung A.D. Das restliche Schild besitzt weißen Hintergrund und schwarze Schrift. Es erscheint eine maximal fünfstellige Seriennummer, oben in arabischer, unten in europäischer Schrift. Bei Einzeilern folgt auf die europäische Zahl das farbige Feld, und die arabische Zahl bildet den Abschluss.
Die Farbe des Feldes gibt Aufschluss über das Fortschreiten des Systems, indem es die Hunderttausender-Blöcke der Nummerierung kodiert. Ein Schild mit der Seriennummer 1234 und einem grünen Feld (200.000er) ist somit die 201234. Vergabe.

Exportkennzeichen besitzen einen blauen Hintergrund und weiße Beschriftung. Sie zeigen unter anderem das Wort EXPORT, den arabischen Vermerk للتصدير / li-t-taṣdīr / ‚für den Export‘ sowie die Kennzeichnung der Herkunft (A.D. U.A.E.). Des Weiteren ist eine maximal fünfstellige Ziffer zu sehen.

### Adschman
Das kleinste Emirat besitzt Nummernschilder mit schwarzer Schrift auf weißem Grund. Sie zeigen die Bezeichnung des Landes sowie des Emirates (AJMAN bzw. عجمان) in arabischer und lateinischer Schrift. Des Weiteren befinden sich der Buchstabe A oder B und eine fortlaufende Nummer in europäischer Schreibweise auf dem Schild. Bei einzeiligen Kennzeichen steht der Buchstabe am rechten Rand, gefolgt von Landes- und Emiratsbezeichnung und der Seriennummer. Bei Zweizeilern befinden sich die Seriennummer in der oberen Zeile. Umrahmt vom Namen des Emirates (links) und des Landes (rechts) erscheint der Einzelbuchstabe in der Mitte der unteren Zeile.

### Dubai

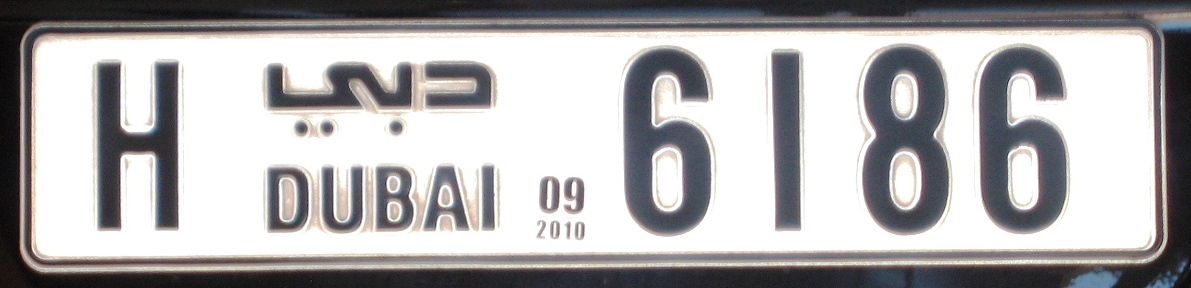
Kfz-Kennzeichen aus Dubai

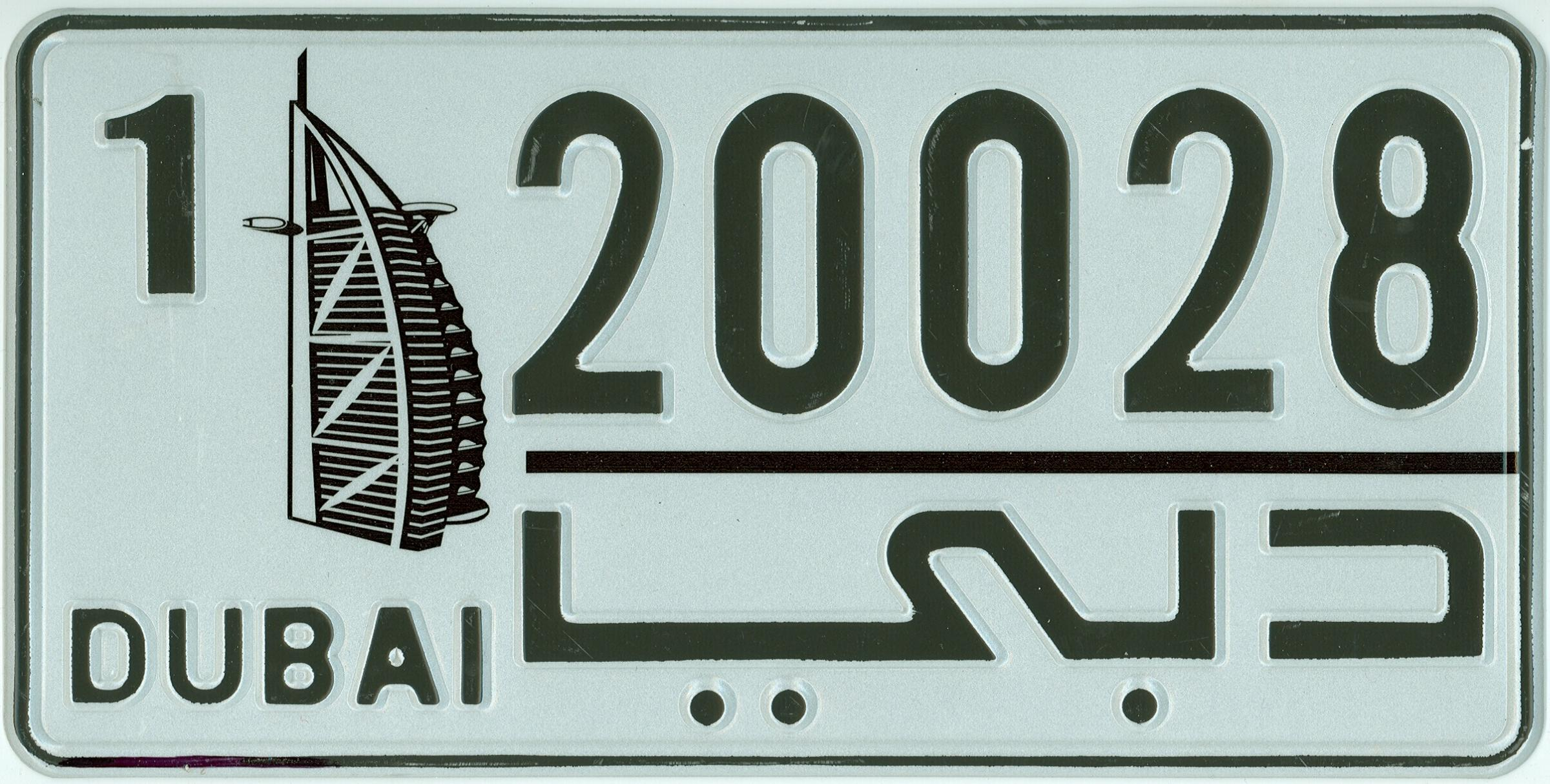
Zweizeiler aus Dubai

Die Nummernschilder in Dubai sind weiß und zeigen schwarze Schrift. Einzeilige Schilder zeigen links einen Serienbuchstaben, gefolgt vom Namen des Emirats in arabischer und lateinischer Schrift. Abschließend erscheint noch eine fortlaufende Nummer in europäischen Ziffern. Gelegentlich befindet sich ein Abbild des Burj al Arab in der Stadt Dubai auf den Kennzeichen. Bei Zweizeilern befinden sich Buchstabe und Seriennummer in der oberen Zeile, während die Bezeichnung des Emirates darunter erscheint.
Die Einführung eines neuen Kennzeichensystems ist derzeit in Planung.

### Fudschaira

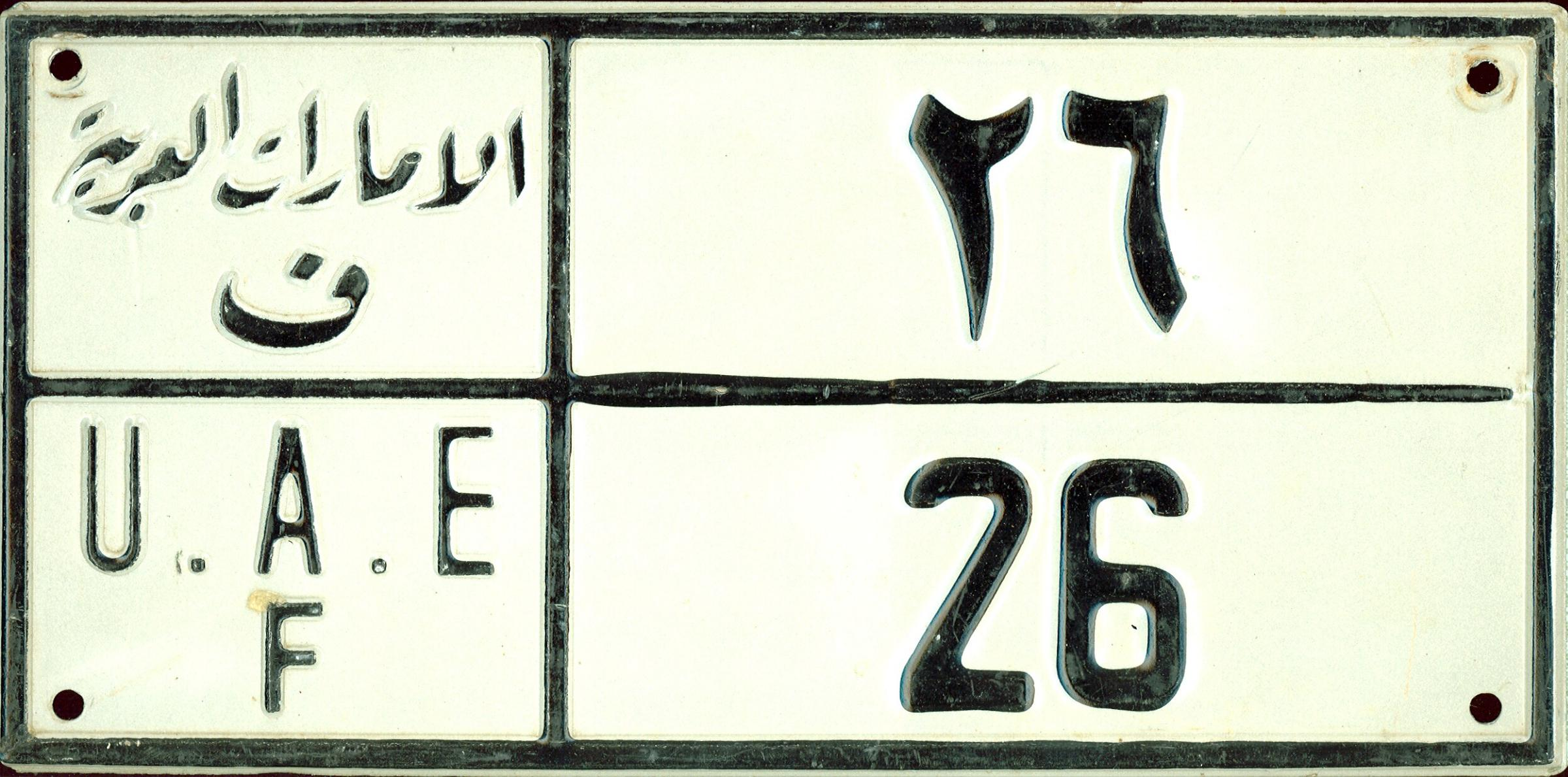
Kfz-Kennzeichen aus Fudschaira

In Fudschaira werden nahezu die gleichen Nummernschilder ausgegeben wie im Emirat Dubai. Auf dem Schild befinden sich hier allerdings die Abkürzung des Landesnamens in lateinischer Schrift (U.A.E.) sowie die Bezeichnung des Emirates auf Arabisch (الفجيرة). Wie in Adschman werden ein- und zweizeilige Kennzeichen vergeben.

### Ra’s al-Chaima
Im Emirat Ra’s al-Chaima zeigen die Kfz-Kennzeichen den Namen des Landes und des Emirates (R.A.K. bzw. رأس الخيمة) in arabischer und lateinischer Schrift. Die Schilder zeigen auch hier schwarze Schrift auf weißem Hintergrund. Des Weiteren befindet sich eine Abbildung eines Wachturmes auf dem Schild. Zweizeilige Schilder zeigen die Bezeichnungen in der oberen Zeile, unten erscheint eine fortlaufende Nummer. Bei Einzeilern folgt die Seriennummer nach dem Text.